# 投山仙人

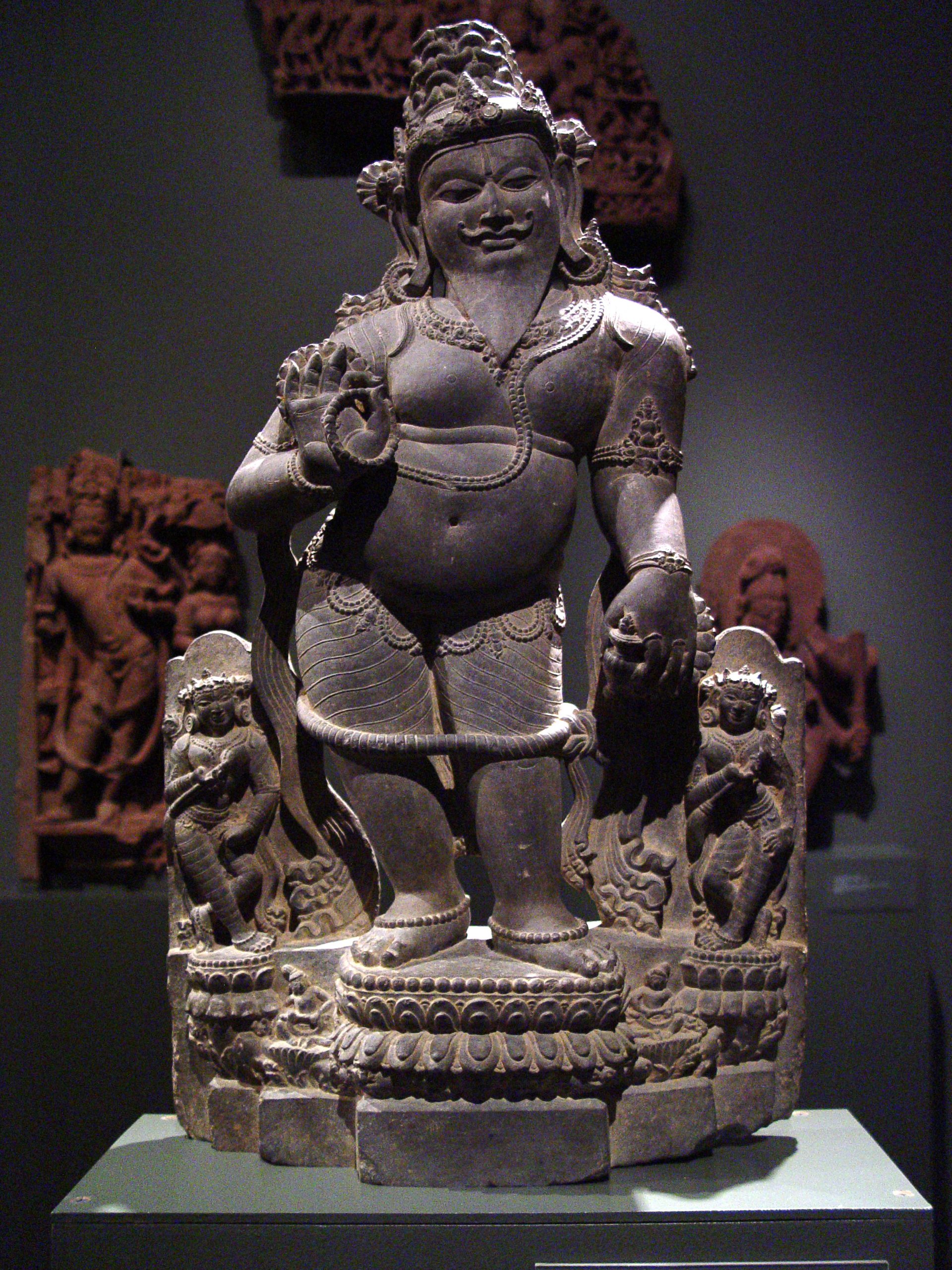
投山仙人

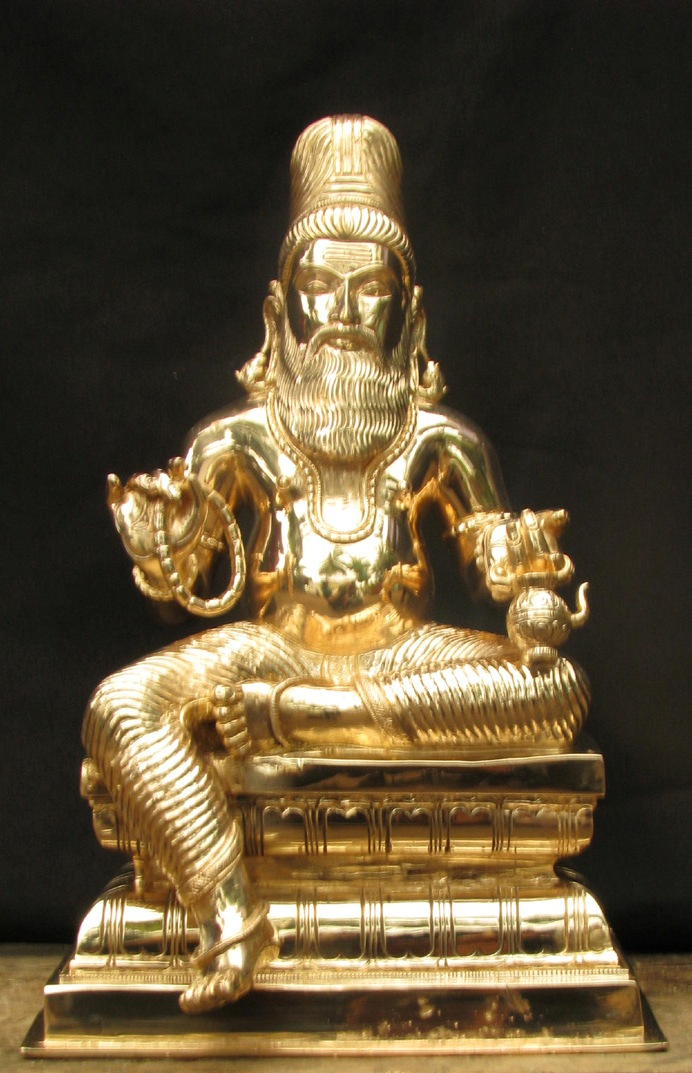
投山仙人

投山仙人（天城体：अगस्त्य）印度神话中最有威力的仙人之一。在印度天文学与占星术中，他代表老人星。

## 简介
投山仙人的名字在吠陀裡就已出现，他被认为是梨俱吠陀第一卷中许多颂歌的作者。颂歌提到，一次投山仙人向大神因陀罗献祭，结果触怒了也想要这批祭品的风神摩录多，引发了摩录多与他们的领袖因陀罗之间的一场争执。值得注意的是在梨俱吠陀中天神的地位高于仙人，仙人也只是向神献祭的凡人；当然，因陀罗也不是后来神话中那种常被嘲弄的对象。在梵书时代，有一些文献如牛道梵书把投山仙人列为七仙人之一。
关于投山仙人的身世，神话如下：大神密多罗与伐楼拿被广延天女的美色所迷惑，当着她的面把精液射入一只罐中，从这些精液中生出投山与极裕两位仙人。因此投山仙人是另一位著名大仙极裕仙人的同母兄弟。

## 主要神话
投山仙人的神话主要有以下4个。
其一是投山仙人之妻残印的故事。投山仙人有一次经过一个洞穴，发现他的许多祖先的靈魂头朝下悬挂在里面。经过询问，得知是因为自己没有后代，才导致祖先受到这种待遇。这位大仙遂决定娶妻生子，但又苦于世界上根本没有女人配得上他，最后决定自己造一个。投山仙人用法力造出了一个叫残印的美女，使其降生在一个渴望生育后代的国王家中，待其长大后再去求亲把她娶了回来。残印在婚后提出想要许多珠宝。投山仙人觉得向那些善良的国王索要这些财物毫无道理，决定去向凶狠的大檀那婆伊婆罗要。这个伊婆罗专门设计残杀婆罗门，但投山仙人法力无边，迫使伊婆罗拿出许多钱财。残印非常高兴，就为仙人怀孕整整七年，生了一个儿子叫载薪（据说也是一位大仙）。
其二是投山仙人喝光海水的故事。远古时代，天神与阿修罗之间发生残酷的大战。天神首领因陀罗请工巧大神陀湿多用食乳仙人的骨头做成金刚杵，又使了诈才打败阿修罗的首领弗栗多。残余的阿修罗逃入天神力不能及的大海，躲藏在里面，仍然不时出来作恶。在众神请求下，投山仙人来到海边喝光了整个大海的水，暴露出下面的阿修罗，使他们几乎被天神消灭殆尽。
其三是投山仙人诅咒友邻王的故事。人间英雄友邻王取代因陀罗当了天帝。但他做了天帝还不满足，又企图霸占因陀罗的神妃舍脂。舍脂提出要友邻王坐着七位大仙抬的轿子来娶她。结果友邻王在坐轿时与这些仙人因哲学问题争吵起来，最后居然踢了投山仙人一脚。投山仙人大怒，诅咒友邻王变成一条蛇，于是友邻王立刻从天界坠落变成了一条蛇，一万年后才可超生。
其四是投山仙人阻止文底耶山毁灭地球的故事。文底耶山不满于太阳只围绕弥卢山旋转，和太阳怄气，开始不断升高，想把太阳和月亮运行的轨道给堵住。这样做会扰乱整个世界，为了阻止此事，众神去求投山仙人帮忙。投山仙人就携家带口往南印度走去，对文底耶山宣称要到南方办事。文底耶山一见这位令人起敬的大仙到来，立刻低头鞠躬，以令這位大仙及其家人能夠通過。文底耶山并且和仙人约定，只要仙人还没从南方回来，就保持这个鞠躬的姿势不再升高。从此投山仙人再未从南方返回，于是文底耶山俯首至今。

## 资料来源
- 《世界神话辞典》，辽宁人民出版社，ISBN 7-205-00960-X
- 《摩诃婆罗多》，中国社会科学出版社，ISBN 7-5004-5246-2